# Стахович, Александр Александрович (1858)
Алекса́ндр Алекса́ндрович Стахо́вич (1858—1915) — русский политический деятель, депутат II Государственной думы.

## Биография
Родился 3 (15) апреля 1858 года в имении Пальна. Отец — Александр Александрович Стахович, богатый орловский помещик. Учился в Училище правоведения, затем — в Николаевском кавалерийском училище. Служил около девяти лет до выхода в отставку, в том числе в течение пяти лет — в гусарском полку.
С 1890-х годов был участником земского движения. В 1891—1895 годах занимал должность земского начальника Елецкого уезда. Участник борьбы с голодом 1891—1892 годов. В 1895—1904 году был елецким уездным предводителем дворянства; также был гласным елецкого уездного земского собрания.
Много трудился по развитию системы образования в елецком уезде, написал ряд работ по вопросам школьного образования. Учредитель Общества взаимопомощи учащихся Елецкого уезда. Организатор Елецкой школьной библиотеки, музей и книжного склада при земстве. При его активном содействии в Ельце был построен Народный дом (ныне — елецкий театр).
Сотрудничал в «Русском слове», «Русских ведомостях», «Русской мысли», «Русской молве»; издавал ежедневную общественно-политическую газету «Елецкий край» (декабрь 1906 — май 1907), с которой боролась губернская администрация.
А. А. Стахович был одним из учредителей «Союза Освобождения», членом «Союза земцев-конституционалистов». Один из организаторов Конституционно-демократической партии, председатель её Елецкого уездного комитета. В 1906 году совершал агитационные поездки по центральным губерниям Российской империи. Участвовал в деятельности лекционного бюро при Московском отделе ЦК Конституционно-демократической партии.
В января 1907 года был избран членом II Государственной думы от Орловской губернии. Входил в бюджетную, продовольственную комиссии и комиссию по школьном образованию.
В 1907 году переехал в Екатеринбург. Делегат V съезда Конституционно-демократической партии (октябрь 1907) и участник конференции партии 20-21 ноября 1911 года. Член центрального комитета Конституционно-демократической партии. Один из создателей и руководителей Всероссийского земского союза.
Умер 5 апреля 1915 года[по какому календарю?]. Был похоронен в родовой усадьбе Пальна-Михайловка.

## Общественно-политические взгляды
Во время работы в земстве уделял первостепенное внимание развитию начального и среднего образования, особенно среди крестьян. Сторонник всеобщей грамотности населения, увеличения количества школ, снижения оплаты за обучение, пересмотра методов образования и установления более тесной преемственности между начальной и средней школой. Высказывался в пользу роста численности и повышения образовательного уровня учительских кадров, открытия музеев и библиотек. Главную цель школьного образования видел в формировании у школьников самостоятельного мышления. Считал образование стимулом развития гражданского общества в России. Выступал за усиление общественного контроля за обучением и против вмешательства духовенства в деятельность земских школ
Уделял большое внимание развитию агрокультуры и агротехники, распространению знаний среди крестьян.
Сторонник конституционного государственного устройства. В ноябре 1905 года отмечал, что в неспокойных условиях момента «нужно… выше всего поставить порядок и право». Призывал к созыву Государственной думы на основании всеобщего избирательного права, скептически относился к перспективам созыва учредительного собрания. Призвал к передаче крестьянам государственных и удельных земель. Сочувствовал движению панславизма.

## Семья
Был женат на графине Ольге Ивановне де Рибопьер. Их дети:
- Александр (31.10.1884—24.11.1959) — полковник лейб-гвардии Преображенского полка, участник Белого движения на Восточном фронте. В эмиграции жил во Франции[5][Комм 1]; был женат на Анастасии Сергеевне Игнациус (1889—1952).
  - Александр (27.08.1921 - 18.01.1986)
- Георгий (1884—1958)
- Софья (15.2.1886—1961), в замужестве (с 29 мая 1910 года)[6] за князем Андреем Александровичем Ливеном — полным тёзкой своего деда, действительного тайного советника, министра государственных имуществ А. А. Ливена[7]. «Петербургская газета» 5 декабря 1910 года отмечала успехи м-ль Стахович в искусстве вошедшего в моду беганья на лыжах.
- Ольга (7.12.1892—15.2.1952)
- Ирина

## Сочинения
- Стахович А. А. Золотая валюта, хлебные цены и наш земледельческий кризис. Союз землевладельцев (Сообщение А. А. Стаховича Елецкому о-ву сельского хозяйства, читанное в заседании 17 мая 1897 г. и в заседании Орловского областного съезда 14 мая 1898 г.). — Орел: Типография газеты «Орловский вестник», 1899. — 53 с.
- Стахович А. А. К вопросу о закрытии тотализатора. — М.: Типография «Русских ведомостей», 1902. — 18 с.
- Стахович А. А. Еще по вопросу о закрытии тотализатора. — М.: Типография «Русских ведомостей», 1902. — 19 с.
- Стахович А. А. Возражения против доводов сторонников тотализатора. — М.: Типография «Русских ведомостей», 1902. — 24 с.
- Стахович А. А. «Развитие народного образования необходимо для подъема сельскохозяйственных знаний»: Доклад А. А. Стаховича в Елецкий комиссии о нуждах сельско-хозяйственной промышленности. — М.: Т-во «Печ. С. П. Яковлева», 1905. — 97 с.
- Стахович А. А. Как и кого выбирать в Государственную думу? Что такое партийные выборы? Краткий обзор русских политических партий. — М.: Типография Товарищества И. Д. Сытина, 1907. — 31 с.

## Комментарии
1. ↑  Окончил с золотой медалью Елецкую гимназию, затем Петербургский политехнический институт со званием кандидата экономических наук. Служил в кредитной канцелярии Министерства финансов; благодаря прекрасному знанию французского языка уже в молодые годы принимал участие в заграничных делегациях Министерства финансов, оформлявших в Париже очередные займы. В годы Первой мировой войны воевал в рядах Преображенского полка и в период формирования Добровольческой армии был командирован в Сибирь к адмиралу Колчаку для возрождения Преображенского полка, о чём он рассказал в своих мемуарах «Преображенцы в Сибири».
Во время Сибирского Ледяного похода капитан А. А. Стахович, командуя остатками «преображенцев» (он был командиром 1-й роты), «будучи окружен в деревне со всех сторон превосходящими силами красных, быстро собрал батальон, перешел в наступление, выбил противника из деревни, чем задержал наступление красных и дал возможность остальным частям дивизии без потерь отойти» — приказом № 62 от 16 мая 1920 года по войскам Дальневосточной армии был награждён Георгиевским оружием. Когда в октябре 1920 года Н. А. Лохвицкий решил вывести Дальневосточную армию из подчинения атаману Г. М. Семёнову и переподчинить её генерал-лейтенанту П. Н. Врангелю, то 15 октября именно полковник А. А. Стахович отправился с личным письмом Лохвицкого в Крым, к барону Врангелю. На пароходе «Африка» в районе Цейлона Стаховичем были написаны воспоминания, которые много лет спустя были предоставлены его дочерью, Марией Александровной Стахович, Елецкому педагогическому институту и опубликованы в 1999 году (см. Дворянский род Стаховичей Архивная копия от 29 октября 2013 на Wayback Machine). В Крым Стахович опоздал и в январе 1921 года в Константинополе, на борту яхты «Лукулл», сделал доклад барону Врангелю о состоянии Дальневосточной армии. В эмиграции Стахович жил в предместье Парижа Аньере, где организовал русский лаун-теннисный клуб и создал всемирную Федерацию. Последние пятнадцать лет жизни он посвятил созданию «Кружка любителей русской военной старины». Собрал коллекцию медалей, которая была передана сыном в Музей изобразительных искусств в Москве, где 6 июня 1989 года (в годовщину рождения Пушкина) состоялось открытие выставки «Медали на события эпохи Петра I из коллекции А. А. Стаховича».